# Airalo
Airalo is een eSIM marktplaats. Het biedt reizigers eSIM's voor meer dan 200 landen en regio's wereldwijd, zodat ze in het buitenland direct internettoegang hebben. Vanaf 10 juli 2025 heeft de Airalo app meer dan 20 miljoen gebruikers en is beschikbaar in de App Store en Google Play Store in 53 talen.

## Geschiedenis
Airalo is een in de VS gevestigde startup die in 2019 is opgericht door Abraham Burak en Bahadir Ozdemir. Hun doel is om reizigers toegang te geven tot directe, betaalbare, wereldwijde connectiviteit via eSIM-technologie.
Abraham en Bahadir zijn digital nomad-ondernemers die de beperkingen van connectiviteit tijdens het reizen persoonlijk hebben ervaren. eSIM-technologie bood een kans om reizigers een betaalbaarder en toegankelijker alternatief te bieden.
In 2019 haalde Airalo $1,9 miljoen aan zaaikapitaal binnen van Antler en Sequoia Capital India's zaaifonds Surge. In 2021 haalde het $5 miljoen aan Serie A-financiering binnen. En in 2023 $60 miljoen in een Serie B-financieringsronde. e& Capital, de venture-tak van e& (beter bekend als de in de VAE gevestigde luchtvaartmaatschappij Etisalat), leidde de ronde met deelname van startup 'generator' Antler Elevate, Liberty Global, Rakuten Capital, Singtel Innov8, Surge (het early-stage fonds gerund door Peak XV, voorheen bekend als Sequoia Capital India en SEA), Orange, T Capital (de venture-tak van Deutsche Telecom), KPN Ventures, Telefónica Ventures en I2BF Global Ventures.
In juli 2025 maakte Airalo bekend dat het bedrijf met succes een financieringsronde in serie C had afgerond, waarbij 220 miljoen dollar werd opgehaald. De ronde werd geleid door CVC Capital Partners, met deelname van de bestaande investeerders Peak XV en Antler Elevate.